# الشركة القابضة لمصر للطيران
الشركة القابضة لمصر للطيران، هي شركة مصرية قابضة مملوكة لوزارة الطيران المدني المصرية التي تختص بالعمل في مجال النقل الجوي وخدماته وتدريبه. تأسست الشركة القابضة بقرار جمهوري بتحويل مؤسسة مصر للطيران الأساسية الحكومية إلى شركة قابضة في عام 2002. تضم الشركة تسع شركات فرعية وتدير أعمالها من خلال تلك الشركات. أهم تلك الشركات هي شركة مصر للطيران للخطوط الجوية وهي الشركة العاملة في مجال نقل الركاب التجاري. يرأس الشركة القابضة حاليا طيار أحمد عادل تمتلك مصر للطيران القابضة بشكل مباشر ٩٠ طائرة ما بين طائرات نقل ركاب تجارية لشركة مصر للطيران للخطوط الجوية وطائرات شحن لشركة مصر للطيران للشحن وطائرات نقل ركاب صغيرة بإدارة مصر للطيران إكسبريس. تمتلك مصر للطيران القابضة أيضاً سيناء للطيران بالكامل، كما تمتلك أسهماً في شركة سمارت للطيران،  و٦٠% من رأس مال إير كايرو.

## الشركات التابعة للشركة القابضة لمصر للطيران

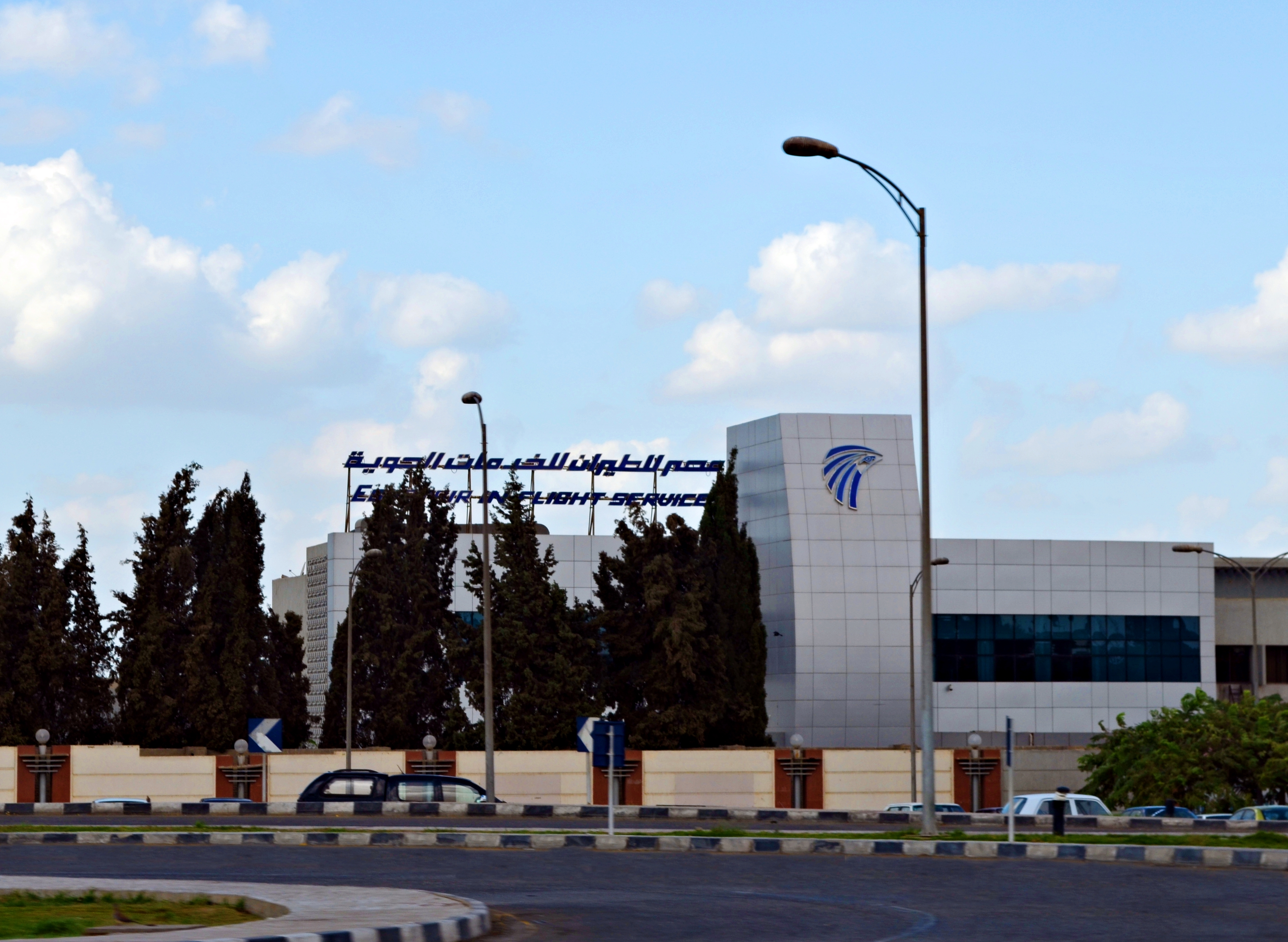
مصر للطيران للخدمات الجوية.

تضم الشركة القابضة تسع شركات تابعة، تتولى كل واحدة مسئولية تقديم الخدمات في إحدى قطاعات النقل الجوي. والشركات هي:
- مصر للطيران للخطوط الجوية وهي الذراع الرئيسي للشركة القابضة، وتقدم خدمات الطيران التجاري للمسافرين المدنين.
- مصر للطيران للصيانة والأعمال الفنية وتختص بتفيذ الأعمال الهندسية والفنية سواء على طائرات مصر للطيران أو الطائرات الأجنبية الأخرى المتعاقد معها حيث يوجد بها مهندسين طيران مصريين.
- مصر للطيران للخدمات الأرضية.
- مصر للطيران للشحن.
- مصر للطيران للخدمات الجوية.
- مصر للطيران للصناعات المكملة.
- مصر للطيران للسياحة والأسواق الحرة.
- مصر للطيران للخدمات الطبية.
- مصر للطيران للفنادق.[10][11]

بالإضافة إلى:
- سمارت للطيران
- سيناء للطيران
- إير كايرو[12]
- أل أس جي سكاي شيف للتموين (70%)[13]
- سياف - للتأجير (20%)[14]
- ايجيبت ايرو مانجمنت سيرفيس

## قطاع الأمن
قطاع الأمن من أهم القطاعات بالشركة وبالرغم أنه يتبع إداريا للشركة القابضة لمصر للطيران إلا أن اداراته تنتشر في جميع شركات مصر للطيران وهي كالتالي:
- الإدارة العامة لامن الخدمات الجوية.
- الإدارة العامة لامن السياحة والأسواق.
- الإدارة العامة لامن الخطوط الجوية.
- الإدارة العامة لامن الصيانة والاعمال الفنية.
- الإدارة العامة لامن الخدمات الأرضية.
- الإدارة العامة لامن الخدمات الطبية.
- الإدارة العامة لامن الشحن الجوي.
- إدارة امن الخدمات الادراية.
- الإدارة العامة لامن المنشات.
- إدارة المنظمات الدولية.
- إدارة مراقبة الوثائق التنميط القياسي.
- الإدارة العامة لجودة الأمن.
- الإدارة العامة للتدريب.
- إدارة أمن الصناعات المكملة

الإدارة العامة للتحريات
الإدارة العامة لامن المجمع الإداري 
الإدارة العامة لامن الخدمات والتشغيل
إدارة مكتب رئيس قطاع الأمن

## اسطول الطائرات
تمتلك الشركة القابضة حالياً مجموع 68 طائرة تتوزع على 3 شركات. ويتكون الأسطول حالياً من:
| نوع الطائرة         | الأسطول الحالي | الطلبيات | نوع الطائرة                                      | الشركة                                                    |
| ------------------- | -------------- | -------- | ------------------------------------------------ | --------------------------------------------------------- |
| إيرباص إيه 220      | _              | 24       | طائرة ذات بدن ضيق                                | مصر للطيران إكسبريس                                       |
| إيرباص إيه 300-600  | 2              | _        | طائرتين شحن طراز A300-622F                       | مصر للطيران للشحن                                         |
| إيرباص إيه 300 بى 4 | 1              | _        | طائرتين شحن طراز (A300-B4 (203-F                 | مصر للطيران للشحن                                         |
| إيرباص إيه 330-200  | 1              | _        | طائرة شحن طراز A330-200                          | مصر للطيران للشحن يتم حالياً تحويلها من طائرة ركاب الي شحن |
| إيرباص إيه 320-200  | 4              | _        | طائرات ركاب 4 طراز A320                          | مصر للطيران للخطوط الجوية                                 |
| إيرباص إيه 320 نيو  | _              | 15       | طائرة ذات بدن ضيق                                | مصر للطيران للخطوط الجوية                                 |
| إيرباص إيه 321-200  | 4              | _        | 4 طائرات ركاب طراز A321-231                      | مصر للطيران للخطوط الجوية: 185 (-/10/175)                 |
| إيرباص إيه 330-200  | 6              | _        | 6 طائرات ركاب طراز A330-243                      | مصر للطيران للخطوط الجوية: 268 (-/24/244)                 |
| إيرباص إيه 330-300  | 4              | _        | 4 طائرات ركاب طراز A330-343                      | مصر للطيران للخطوط الجوية                                 |
| بوينغ 737-800       | 28             | 1        | 27 طائرة ركاب طراز B737-800                      | مصر للطيران للخطوط الجوية: 154 (-/16/138)                 |
| بوينغ 777-200       | 3              | _        | 3 طائرات ركاب طراز B777-266 طائرة منهم في المخزن | مصر للطيران للخطوط الجوية: 319 (12/21/286)                |
| بوينغ 777-300       | 6              | _        | 6 طائرات ركاب طراز B777-300                      | مصر للطيران للخطوط الجوية: 340 (-/49/291)                 |
| إمبراير 170         | 12             | _        | 12 طائرة ركاب طراز ERJ 170-100LR                 | مصر للطيران إكسبريس: 76 (-/-/76)                          |
| بوينج 787-9         | _              | 6        | طائرة ذات بدن واسع                               | مصر للطيران للخطوط الجوية                                 |
| المجموع             | 68             | 46       |                                                  |                                                           |

† عدد الركاب: (الدرجة الأولى/رجال الأعمال/السياحية)

## الملاحظات
1. ↑  مصر للطيران للخطوط الجوية
2. ↑  مصر للطيران للشحن. رمز النداء الكامل: EGYPTAIR CARGO
3. ↑  مصر للطيران إكسبرس. رمز النداء الكامل: EGYPTAIR EXPRESS